# 카트린 되레 하이니히
카트린 되레 하이니히(독일어: Katrin Dörre Heinig 1961년 10월 6일 ~ )는 전 독일의 육상 선수로, 주로 마라톤에 나갔다.
라이프치히에서 태어난 되레는 광범하게 도로 달리기 순회에 우승하고, 도쿄 마라톤, 베를린 마라톤과 런던 마라톤을 포함한 경주들에서 타이틀을 차지하며 특히 런던에서 1992년부터 1994년까지 3연속 우승을 거두었다.
1988년 서울 올림픽에서 동독을 위하여 나간 그녀는 동메달을 땄다. 그녀는 오사카 여성 마라톤의 3회 우승 선수이고, 2시간 24분 35초의 개인 전력과 함께 기록을 보유하고 있다.
되레는 1991년 세계 육상 선수권 대회에서 동메달을 따다가, 2년 후에 돌와왔으나 6위에 그쳤다.
1992년 바르셀로나 올림픽에서 5위를 하다가, 4년 후 애틀랜타 올림픽에서 4위에 그쳐 동메달 획득을 놓쳤다.